# Nonaville
Nonaville ist eine Ortschaft und eine ehemalige französische Gemeinde mit 196 Einwohnern (Stand 1. Januar 2022) im Département Charente in der Region Nouvelle-Aquitaine (vor 2016 Poitou-Charentes). Sie gehörte zum Arrondissement Cognac und zum Kanton Charente-Champagne. Die Einwohner werden Nonavillois genannt.
Mit Wirkung vom 1. Januar 2017 wurden die früheren Gemeinden Malaville, Éraville, Nonaville, Touzac und Viville zu einer Commune nouvelle mit dem Namen Bellevigne zusammengelegt und haben in der neuen Gemeinde den Status einer Commune déléguée inne. Der Verwaltungssitz befindet sich im Ort Malaville.

## Lage
Nonaville liegt etwa 27 Kilometer südöstlich von Cognac am Fluss Né.

## Bevölkerungsentwicklung
| Jahr                      | 1962 | 1968 | 1975 | 1982 | 1990 | 1999 | 2006 | 2013 |
| Einwohner                 | 268  | 238  | 192  | 177  | 163  | 149  | 185  | 193  |
| Quelle: Cassini und INSEE |      |      |      |      |      |      |      |      |

## Sehenswürdigkeiten
- Kirche Saint-Saturnin aus dem 13. Jahrhundert, seit 1944 Monument historique

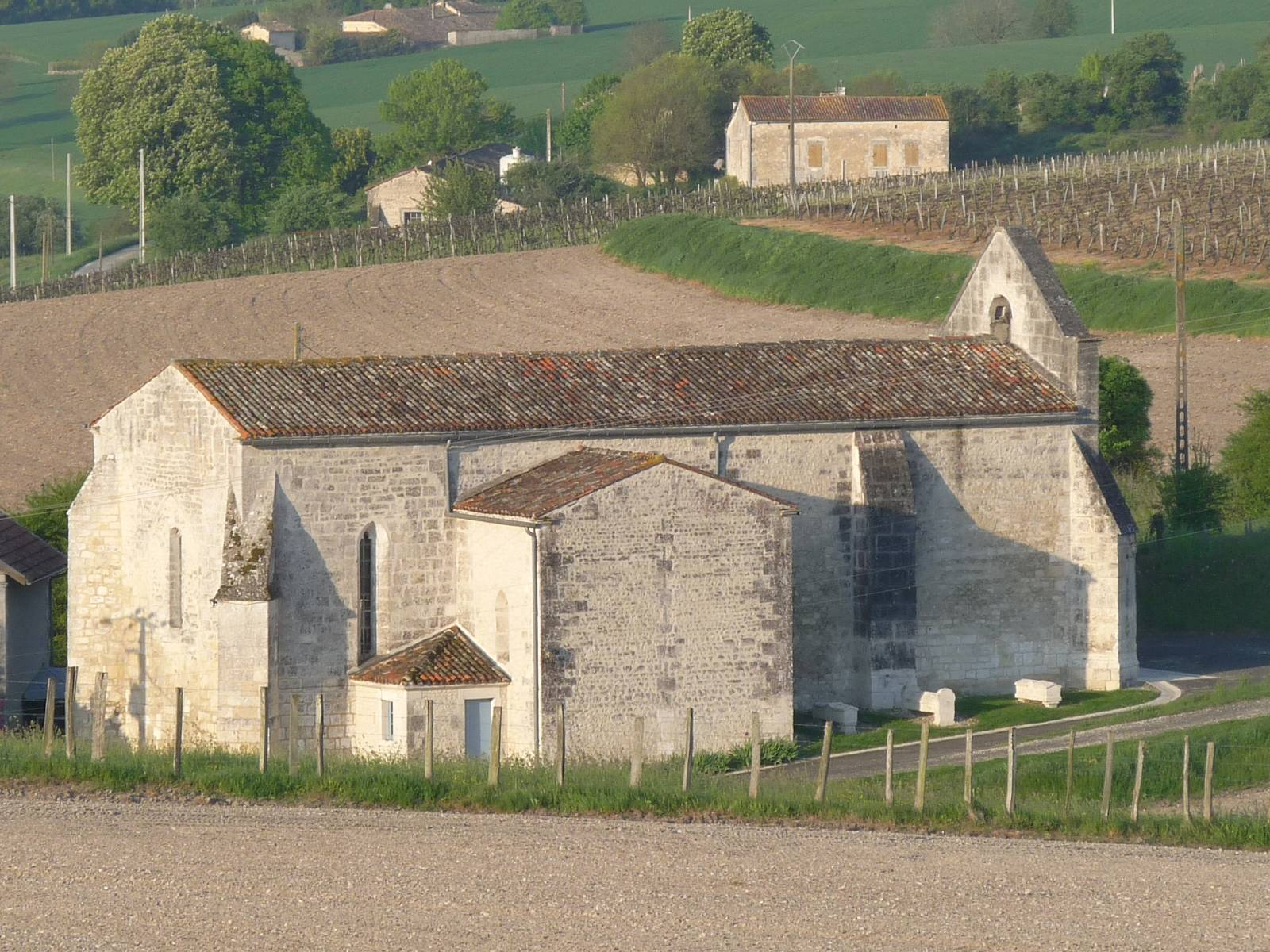
Kirche Saint-Saturnin